# Keisuke Yoshida
Keisuke Yoshida –en japonés, 吉田啓祐, Yoshida Keisuke– (17 de abril de 2000) es un deportista de Japón que compite en natación. Ganó dos medallas en los Juegos Olímpicos de la Juventud de 2018, plata en 800 m libre y bronce en 400 m libre.